# Veselá (Plzeň)
Veselá è un comune della Repubblica Ceca facente parte del distretto di Rokycany, nella regione di Plzeň.